# دي. سميث (لاعب هوكي الجليد)
دي. سميث (بالإنجليزية: D. J. Smith)‏ (و. 1977  م) هو لاعب هوكي الجليد كندي، ولد في وندسور، مركز لعبه هو مدافع ‏.

## روابط خارجية
- دي. سميث على موقع دوري الهوكي الوطني (الإنجليزية)
- دي. سميث على موقع EliteProspects.com (الإنجليزية)
- دي. سميث على موقع HockeyDB.com (الإنجليزية)
- دي. سميث على موقع Hockey-Reference.com (الإنجليزية)